# Hear Music
Hear Music var ett amerikanskt skivbolag ägt av kafékedjan Starbucks.
Hear Music grundades 1990 som ett postorderföretag som gav ut skivkataloger. Starbucks förvärvade bolaget 1999 och ändrade inriktningen på verksamheten. Hear Music idag bedrev två huvudsakliga verksamheter. Dels fanns ett antal särskilda Hear Music-caféer som först och främst var skivbutiker. Dels gav bolaget ut musik.  Den första artist som kontrakterades var Paul McCartney som lämnade EMI vilket var en stor överraskning för skivbolagsindustrin. För närvarande har bolaget kontrakt med följande artister:
- Paul McCartney
- Joni Mitchell
- Sia
- James Taylor
- Hilary McRae
- Carly Simon
- John Mellencamp
- Antigone Rising

2008 tillkännagav Starbucks att Hear Music ska avvecklas som en del av en allmän neddragning av verksamheten på grund av vikande lönsamhet i hela företaget. 